# Organopoda perorbata
Organopoda perorbata là một loài bướm đêm trong họ Geometridae.